# Сражение при Ориаменди
Сражение при Ориаменди (исп. Batalla de Oriamendi) — сражение, произошедшее 15—16 марта 1837 года во время Первой карлистской войны. Битва была частью весенней кампании 1837 года, когда либеральная армия пыталась выбить карлистов из Страны Басков.
В начале 1837 года Сарсфилд командующий правительственными войсками на севере, предложил амбициозный план: одновременное концентрическое наступление силами, дислоцированными в Памплоне, Бильбао и Сан-Себастьяне с целью уничтожения сил карлистов.
Эспартеро, который не видел смысла в проведении этой операции, выступил из Бильбао 10 марта и, хотя ему удалось дойти до Элоррио, он вернулся, встретив упорное сопротивление карлистов.
Сарсфилд со своими главными силами вышел из Памплоны 11 марта и направился к Ирурсуну, чтобы через него войти в Гипускоа. Карлисты, которые знали о плане и понимали важность сил Сарсфилда, направили против него основную часть своих войск под командованием Себастьяна де Бурбона, отбили и вынудили вернуться в Памплону 14-го числа.
Джордж де Ласи Эванс 10 марта со своими 28 батальонами (12 000 человек и 14 орудия) выступил из Сан-Себастьяна и занял Лесо и Аметзаганью. На следующий день, не встречая сопротивления слабых сил противника, он дал отдохнуть своим войскам. 12-го он начал наступление на Лойолу и занял город на следующий день. 14 марта он двинулся с основной частью своих войск через Айете, чтобы взять Ориаменди. Весь марш проходил по раскисшим дорогам и под проливным дождем.
15 марта Эванс подошёл к укреплению, известному как Ориаменди, на стратегическом холме недалеко от Сан-Себастьяна. Ориаменди был защищен круглым фортом. Холм защищали карлисты-баски. Под прикрытием артиллерийского огня, который вынуждает защитников оставаться в укрытии, волонтёры смогли взобраться на трехметровый бруствер и взяли форт, где провели ночь. Разбитые карлисты в беспорядке отступали к Эрнани или по мосту через Эрговию.
Но уже в ту же ночь 15-го марта повстанцы Себастьяна де Бурбона после тяжелого марша по раскисшим дорогам прибыли с подкреплением в Толосу, а на рассвете 16 марта, не отдохнув в Эрнани, немедленно начали бой.
Карлистская пехота начала атаку тремя колоннами на растянутую линию правительственных войск. Перед решительными атаками линия «кристинос» с охваченными флангами зашаталась. Когда один батальон карлистов прорвался вперед с фланга, несколько правительственных батальонов, защищавших на доминирующей позиции мост через Эрговию, капитулировали. Джордж де Ласи Эванс, закрепившийся в Ориаменди, сопротивляясь изо всех сил, но обойденный с флангов, не имел другого выбора, как отступить. Во многих частях «кристинос» распространилась паника, и правительственные солдаты, а затем британские волонтёры бросились бежать, преследуемые противником. Победители яростно преследовали побежденных, особенно англичан, которые подверглись беспощадному уничтожению. Армия «кристинос» в беспорядке и с большими потерями отступила к Сан-Себастьяну.
Рота британской регулярной пехоты, базировавшаяся в Пасахесе, с сильной артиллерией вышла из Сан-Себастьяна, чтобы прикрыть отход своих соотечественников-волонтёров, которые потеряли от 1000 до 1500 человек. Таким образом, Великобритания напрямую вмешалась своими регулярными войсками в эту войну.
Успех войск карлистов заключался в глубокой обороне и высокой мобильности их пехоты. Победа вызвала большой подъем боевого духа у повстанцев. После сражения карлисты укрепили свои позиции вокруг Сан-Себастьяна, но так и не смогли взять город.
Повстанцы нашли среди своих военных трофеев ноты некоторых англичан. Партитура была адаптирована и превращена в официальный гимн карлизма как «Марш Ориаменди».